# مارینا مارگاریان
مارینا میتوشی مارگاریان (ارمنی: Մարինա Միտուշի Մարգարյան؛ زادهٔ ۲۸ ژوئیهٔ ۱۹۵۷) یک پزشک و سیاستمدار اهل ارمنستان است که از تاریخ ۲۰۱۷ تا تاریخ ۲۰۱۸ سمت نمایندگی دوره مجلس ملی جمهوری ارمنستان را برعهده داشت.

## زندگی‌نامه
وی در 	۲۸ ژوئیهٔ ۱۹۵۷ در ایروان به دنیا آمد و از دانشگاه پزشکی دولتی ایروان فارغ‌التحصیل گشت. 